# Гомбе
Гомбе (англ. Gombe State) — штат на північному сході Нігерії. 21-й за площею та 31-й за населенням штат Нігерії. Адміністративний центр штату — місто Гомбе.

## Історія
Штат Гомбе один з найбільш малонаселених штатів в Нігерії. Утворений 1 жовтня 1996 року, на території штату діють закони шаріату.

## Населення
Велика частина мешканців — фула за національністю.

## Адміністративний поділ
Адміністративно штат ділиться на 11 територій місцевого управління:
| ТМУ          | Площа, км² | Населення, чел. (2006) | Адміністративний центр | Поштовий код |
| ------------ | ---------- | ---------------------- | ---------------------- | ------------ |
| Akko         | 2 627      | 337 853                | Kumo                   | 771          |
| Balanga      | 1 626      | 212 549                | Tallase                | 761          |
| Billiri      | 737        | 202 144                | Billiri                | 771          |
| Dukku        | 3 815      | 207 190                | Dukku                  | 760          |
| Funakaye     | 1 415      | 236 087                | Bajoga                 | 762          |
| Gombe        | 52         | 268 000                | Gombe (city)           | 760          |
| Kaltungo     | 881        | 149 805                | Kaltungo               | 770          |
| Kwami        | 1 787      | 195 298                | Mallam Sidi            | 760          |
| Nafada       | 1 586      | 138 185                | Nafada                 | 762          |
| Shongom      | 922        | 151 520                | Boh                    | 770          |
| Yamaltu/Deba | 1 981      | 255 248                | Deba Habe              | 761          |